# Пођана (Тревизо)
Пођана је насеље у Италији у округу Тревизо, региону Венето.
Према процени из 2011. у насељу је живело 649 становника. Насеље се налази на надморској висини од 62 м.